# Incarnat

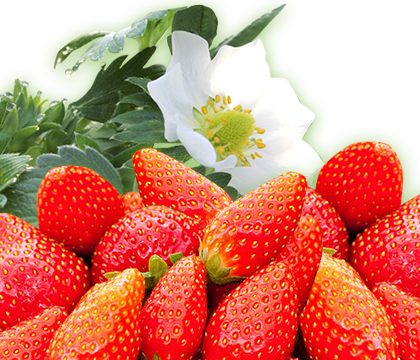
Elles cueillaient des fraises, dont l'incarnat teignoit leurs doigts et les gazons d'alentour. Chateaubriand, Les Natchez, 1826. lire en ligne.

L'incarnat est un nom de couleur d'usage littéraire ou en teinturerie, qui désigne un groupe de couleurs situées entre le rose et le rouge-orangé franc, rappelant le teint des populations européennes en bonne santé et sans exposition au soleil, rougissant sous l'effet d'une émotion (Trésor de la langue française).

## Histoire
L’Instruction générale sur la teinture des laines de 1671, utilisée par les professionnels de la Manufacture des Gobelins et ceux de celle de la Savonnerie, prescrit des méthodes pour la production d'un Incarnat de garance. Au XIXe siècle, Michel-Eugène Chevreul, chimiste et directeur de ces établissements, a entrepris de repérer les couleurs entre elles et par rapport aux raies de Fraunhofer. Il cote cette couleur, ou plutôt ces couleurs chair « entre le 3 rouge et le 5 rouge-orangé inclusivement du 6 au 10 ton ».
|        | rouge | rouge | rouge | rouge-orangé | rouge-orangé | rouge-orangé | rouge-orangé | rouge-orangé | rouge-orangé |
|        | 3     | 4     | 5     | 0            | 1            | 2            | 3            | 4            | 5            |
| 6 ton  |       |       |       |              |              |              |              |              |              |
| 8 ton  |       |       |       |              |              |              |              |              |              |
| 10 ton |       |       |       |              |              |              |              |              |              |

À ces incarnats de garance, il faut ajouter l’incarnat de cochenille, l’incarnat rose et l’incarnadin, couleurs « dérivées du cramoisi de cochenille » qui diffèrent de celles de garance « par plus de rose et moins de jaune et moins de rabat », ainsi que l’Incarnat cramoisi, et les Incarnat et Incarnadin nuances de l'écarlate de Hollande, « plus fraîches et moins rabattues que les nuances du même nom dérivées du rouge de garance ».
Le Répertoire de couleurs de la Société des chrysanthémistes, publié en 1905, indique quatre tons pour chacune des nuances d'incarnat, Incarnat rosé (« dégradation du Laque de garance cerise de Bourgeois »), Incarnat saumoné, Incarnat (quatre échantillons chair).

## Marbre incarnat

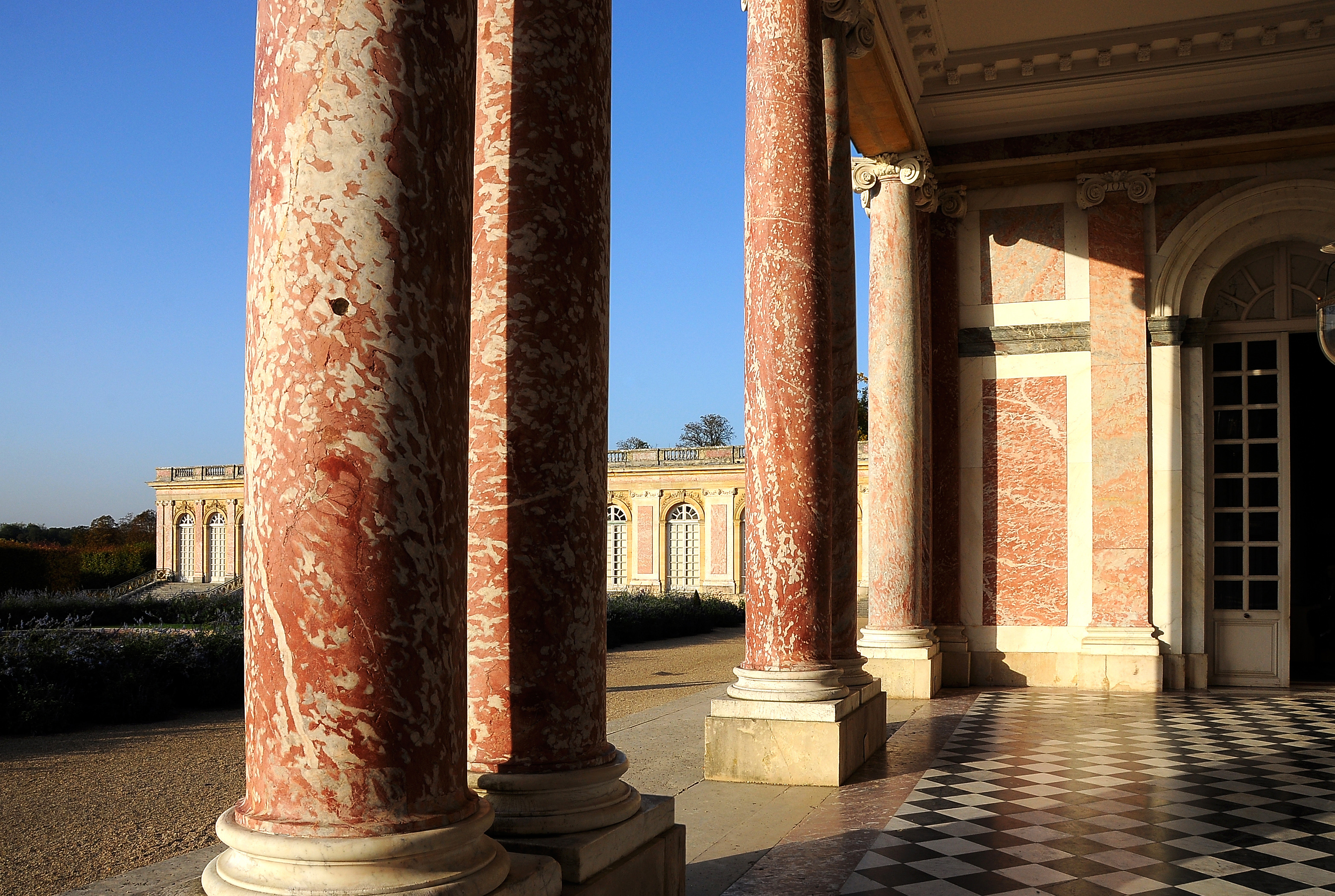
Colonnes en incarnat de Caunes-Minervois. Péristyle du Grand Trianon de Versailles.

« Incarnat » désigne aussi certaines variétés de marbre de couleur rose-rouge traversée de veines plus pâles. Le plus célèbre est l'incarnat de Caunes-Minervois, utilisé par exemple au Grand Trianon de Versailles.